# Gobero

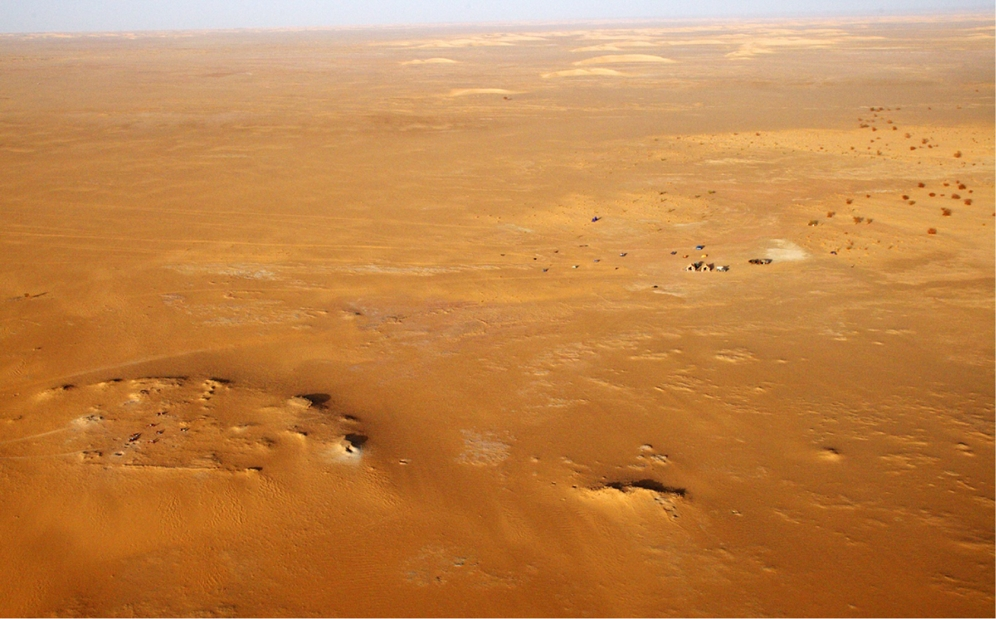
Luftaufnahme von Gobero

Gobero ist ein archäologischer Fundort am Westrand der Ténéré-Wüste in Niger. Die Grabung liegt im Gemeindegebiet von Tabelot etwa 180 km östlich von Agadez und 150 km südöstlich des Aïr-Gebirges. 2000 wurde Gobero von Paläontologen der University of Chicago bei einer Expedition, die eigentlich auf der Suche nach Dinosaurierfossilien war, entdeckt. Archäologen fanden 2005/2006 die ältesten Gräber der Sahara. Das Alter der rund 200 völlig ungestört erhaltenen Gräber mit Grabbeigaben wurde per Radiokohlenstoffdatierung bestimmt. Sie stammen aus zwei Epochen des Holozäns, die frühere von 7700 bis 6200 v. Chr., die spätere begann nach einer rund 1000-jährigen Unterbrechung um 5200 v. Chr. und dauerte bis 2500 v. Chr.
Die Funde zeigen, dass die heutige Wüste damals eine wasserreiche Seenlandschaft war. Die Bewohner der ersten Epoche lebten als weitgehend sesshafte Jäger, Fischer und Sammler. Sie waren ausweislich der Gräber und Keramikbruchstücke, die an ehemaligen Seeufern entdeckt wurden, groß gewachsen, starkknochig und der Kiffian-Kultur zugehörig. Die Knochen aus der ersten Epoche sind unter der Einwirkung von Wasser versteinert, das heißt, hier hat ein Mineralienaustausch stattgefunden. Aufgrund der Einwirkung des Wassers geht man davon aus, dass der Wasserspiegel zunächst weiter stieg und die lange Siedlungspause dadurch zu erklären ist, dass das gesamte Gebiet jahrhundertelang unter Wasser lag.
Rund 1000 Jahre später nach klimatischer Änderung, Rückgang des Wassers und dadurch erneut entstandenen Seen besiedelten kleinere und zierlicher gebaute Menschen der Ténéré-Kultur die Region erneut. Ihre Knochen weisen keine Versteinerung auf. Ihre Nahrungsgrundlagen waren das Sammeln von Muscheln, der Fischfang und die Jagd auf Wildtiere der Steppe. Daneben standen Anfänge der Rinderhaltung. Als Ursache für ihren Rückzug aus der Region wird eine lang andauernde Trockenheit mit Austrocknung der Seen angenommen, bis hin zum heutigen Zustand als Wüste.
Gobero ist Teil des Naturreservats Termit und Tin-Toumma.